# 始海虎属
始海虎属（学名：Eodesmus）是海虎科下的一个属。

## 下属物种
本属包括以下物种：
- 康登氏始海虎 Eodesmus condoni Tate-Jones et al., 2020